# Греки в Венгрии
Греки в Венгрии (греч. Έλληνες στην Ουγγαρία, венг. Magyarországi görögök) являются одним из 13 официально признанных национальных меньшинств в Венгрии, Закон о национальных меньшинствах принят венгерским парламентом 7 июля 1993 года.
Венгерский закон признаёт «права лиц представителей меньшинств, устанавливает понятие коллективных прав этнических меньшинств и заявляет неотъемлемое коллективное право меньшинств на сохранение своей этнической самобытности». Закон разрешает также объединение, выдвижение политических партий этнического или национального характера, использование родного языка. Чтобы быть признанными, этнические группы должны как минимум 100 лет проживать в стране и их члены должны быть гражданами Венгрии.
Первые переселения греков на территорию нынешней Венгрии (как части Австро-Венгрии) были ещё в XV и XVI веках, но они носили единичный характер и состояли главным образом из высокообразованных лиц. Массовая миграция не происходила до XVII века, крупнейшие волны переселения пришлись на 1718 и 1760—1770 годы, они были в основном связаны с экономическими условиями в этот период. Предполагается, что 10 000 греков эмигрировали в Венгрию во второй половине XVIII века.
Современная греческая община состоит в основном из политических беженцев времён гражданской войны в Греции — всего 2509 человек по переписи 2001 года.
В селе Белояннис (греч. Μπελογιάννης), основанном в 1950 году греческими беженцами, на сегодняшний день число греков составляет примерно 300 человек, из общего населения в 1200 человек.
Некоторые видные деятели венгерской истории, включая Пала Телеки, имели греческое происхождение.